# Zatykó Miklós
Zatykó Miklós (Sopron, 1977. február 20. – ) magyar hosszútávfutó atléta. 20-szoros magyar bajnok.

## Egyéni rekordok
| Versenyszám | Eredmény | Időpont | Helyszín         |
| ----------- | -------- | ------- | ---------------- |
| 3000 m      | 8:14,18  | (2002)  | Budapest, HUN    |
| 5000 m      | 14:14,69 | (2001)  | Nyíregyháza, HUN |
| 10000 m     | 29:27,76 | (2001)  | Szombathely, HUN |
| Félmaraton  | 1:03:58  | (2002)  | Wachau, AUT      |
| Maraton     | 2:18:08  | (2002)  | Graz, AUT        |